# أحمد باشا كوجوك
كوجوك أحمد باشا كان قائدًا عسكريًا عثمانيًا خدم مرتين في منصب بيلربي (الحاكم العام) لدمشق، وفترة واحدة بصفته بيلربي الأناضول وتوفي وهو يقود القوات ضد إيران الصفوية في 21 سبتمبر 1636. من خلال القضاء على المتمرد إلياس باشا في الأناضول والزعيم الدرزي القوي فخر الدين في جبل لبنان ودوره القيادي ضد الصفويين، لعب أحمد باشا دورًا مهمًا في نهضة الإمبراطورية العثمانية في عهد السلطان مراد الرابع (1640-1623).

## النشأة
كان أحمد باشا من أصل ألباني وكان يلقب بـ كوجو (الصغير). بدأ حياته المهنية كجندي سيباهي (جندي فرسان عادي) قبل أن يصبح قائدًا لسلاح الفرسان التركماني. عين بيلربي (الحاكم العام) لإيالة دمشق عام 1628/29 أو 1629/30. ثم تم نقله إلى حاكم الأناضول، وبقي في هذا المنصب حتى عام 1632. خلال فترة وجوده هناك قمع ثورة إلياس باشا، الذي سيطر على مدينة مغنيسيا غرب الأناضول والذي قبض عليه أحمد باشا وأحضره إلى القسطنطينية ليتم إعدامه.

## ولايته الثانية على دمشق
لنجاحه ضد إلياس باشا، رُقّي إلى رتبة وزير وعاد إلى دمشق عام 1632 للقضاء على فخر الدين الثاني، الزعيم الدرزي وسنجق بك (حاكم المنطقة). كان الأخير قد اكتسب سيطرة عملية على منطقة تمتد من صفد إلى اللاذقية، وسيطر على ثلاثين قلعة، واحتفظ بجيش كبير من مرتزقة السكبان المحظورين، كل ذلك في تحدٍ للعثمانيين. وكانت هناك مخاوف حكومية إضافية من أنه على وشك السيطرة على مدينة دمشق. هزم أحمد باشا قوات فخر الدين وحاصره في مغارة بجنوب جبل لبنان عام 1633. وأجبره على الاستسلام بإشعال النيران حول الكهف، مما أدى إلى اختناق فخر الدين ورجاله من الدخان. اصطحب الزعيم الدرزي عبر دمشق، حيث هنأ سكان المدينة أحمد باشا وتغنى الشعراء المحليون بمدحه. ثم أرسل فخر الدين إلى القسطنطينية حيث أُعدم بعد عامين.
بعد القبض على فخر الدين، صادر أحمد باشا ممتلكات الزعيم الدرزي وعائلته، سلالة معن. وكانت له أملاكه في صور والجزيرة قرب بعلبك ووقف عليها تكية خاصة به في بلدة القدم التي تسمى العسالي، والجامع الأموي بدمشق. تأسست التكية الخاصة به في عام 1635 كمنزل للشيخ الصوفي المحلي المعروف من طريقة الخلواتي، العسالي، والذي تُعرف التكية باسمه على نطاق واسع. كان أحد المعالم الأثرية القليلة التي بنيت في دمشق الكبرى في أوائل القرن السابع عشر. وكثيراً ما كان يستخدم لتوزيع الطعام على الحجاج المسلمين في طريقهم إلى الحج إلى مكة. في هذه الأثناء، أصبحت أصول فخر الدين بأكملها، بما في ذلك عشرات العقارات في صيدا، جزءًا من وقف أحمد باشا (الوقف الديني) في عام 1634 أو 1636 كمكافأة من السلطان مراد الرابع على نجاحه ومرة أخرى بعد وفاته في عام 1637؛ أوقف الباشا الممتلكات لصالح المدن الإسلامية المقدسة في مكة والمدينة.

## قيادة الجبهة الإيرانية
أعيد تعيين أحمد باشا كقائد للطليعة الإمبراطورية في الحرب مع إيران الصفوية، ولعب دورًا مميزًا في نهب تبريز عام 1635. عينه مراد لقيادة الدفاع عن الموصل من الهجوم الصفوي. وهناك توفي "موتة مجيدة" وهو يقاتل القوات الصفوية في 21 سبتمبر 1636، بحسب المؤرخ أ. عبد النور. ودفن في تكيته في القدم.  ولجهوده ضد المتمردين في الأناضول وفخر الدين في سوريا والصفويين، أشار عبد النور إلى أن أحمد باشا لعب "دورا بارزا في إحياء الإمبراطورية العثمانية في عهد مراد الرابع".